# 전화선

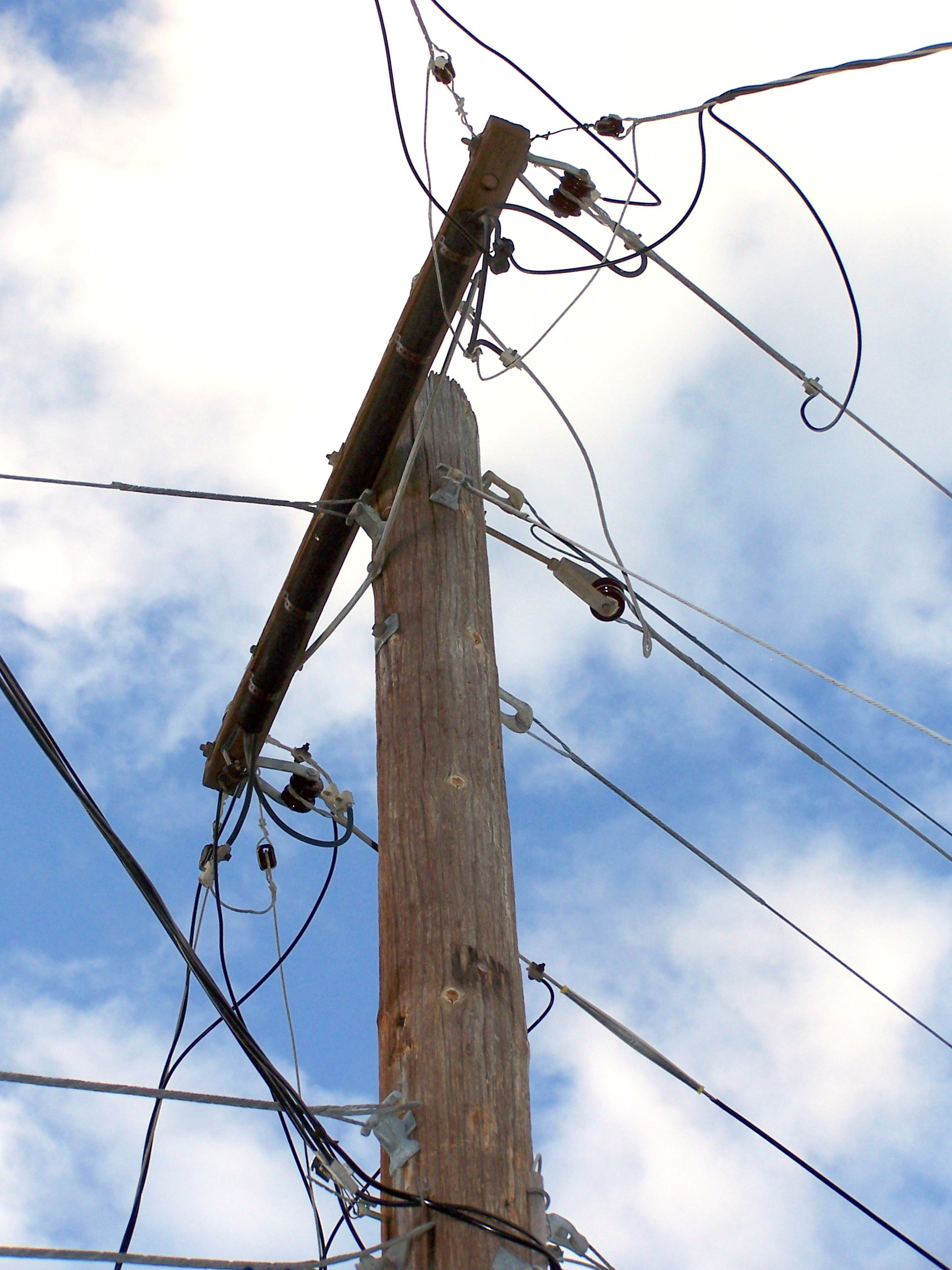
전선과 전화선이 연결된 전봇대

전화선(電話線, telephone line) 또는 전화회선(telephone circuit)은 전화 통신 시스템 위의 단일 사용자 회선을 말한다. 일반적으로 전화선은 사용자의 전화가 전자 통신망에 연결된 물리적인 전선이나 다른 신호 매개체를 일컫는다.
1876년에 맨 처음 나온 전화선은 하나의 전화가 다른 전화에 직접 연결할 수 있는, 하나의 전기 유도 금속 전선이었다. 1878년에 벨 전화사는 각 사용자의 전화를 전화교환기에 연결함으로써 필수적인 전자적 교환을 수행하여 음성 신호가 더 먼 거리에 있는 전화에 전달할 수 있게 하였다.
전화선은 보통 구리로 되어 있었지만, 알루미늄도 쓰여 왔으며 땅 위의 전봇대를 통해 신호를 전달하였다. 현대의 전화선은 땅 아래에 심으며, 아날로그나 디지털 신호를 교환기에 전달할 수 있다.

## 같이 보기
- 고정 전화
- 해저 케이블